# Castavinol

Estructura química de castavinol C3.

Castavinols son compuestos fenólicos naturales compuestos que se encuentran en los vinos tintos. Estas moléculas son incoloras y se derivan de antocianina pigmentos. Por lo tanto su formación conduce a una pérdida de color del vino.

## Known molecules
- Castavinol C1
- Castavinol C2
- Castavinol C3
- Castavinol C4